# Stazione di Ancona Torrette
La stazione di Ancona Torrette è una fermata ferroviaria posta sul tronco comune alle linee Bologna-Ancona e Roma-Ancona. Serve la località di Torrette, frazione del comune di Ancona, dove si trovano l'ospedale regionale e un polo scolastico.

## Storia
La fermata di Ancona Torrette venne aperta al traffico viaggiatori il 16 settembre 2002.

## Movimento
La fermata è servita dai collegamenti regionali svolti da Trenitalia nell'ambito del contratto di servizio stipulato con la Regione Marche.

## Interscambi
La fermata è servita dalle autolinee suburbane gestite dalla società Conerobus.
- Fermata autobus

Fra il 1915 e il 1944 la medesima area era servita dalla tranvia Ancona-Falconara Marittima.